# Pupalia
Pupalia là chi thực vật có hoa trong họ Amaranthaceae.